# Paruroctonus boquillas
Espèce
Paruroctonus boquillas est une espèce de scorpions de la famille des Vaejovidae.

## Distribution
Cette espèce est endémique du Texas aux États-Unis. Elle se rencontre dans le comté de Brewster dans le parc national de Big Bend.

## Description
Le mâle holotype mesure 49,3 mm et la femelle paratype 54,2 mm.

## Étymologie
Son nom d'espèce lui a été donné en référence au lieu de sa découverte, Boquillas Canyon.

## Publication originale
- Sissom & Henson, 1998 : « A new species of Paruroctonus (Scorpiones: Vaejovidae) from Big Bend National Park, Texas. » Entomological News, vol. 109, no 4, p. 240-2461 (texte intégral).